# Asia Rugby U19 2022
El Asia Rugby U19 del 2022 fue la undécima edición del torneo que organiza Asia Rugby, se disputó en Malasia.
El torneo se realizó en Padang Astaka ubicado en la ciudad de Petaling Jaya, Malasia.
El campeón clasificó al Trofeo Mundial de Rugby Juvenil 2023.

## Equipos participantes
- Selección juvenil de rugby de China Taipéi
- Selección juvenil de rugby de Corea del Sur (descalificada por presentar jugadores menores a la edad permitida)
- Selección juvenil de rugby de Hong Kong
- Selección juvenil de rugby de Malasia

## Posiciones
| Pos. | Equipo       | Encuentros | Encuentros | Encuentros | Encuentros | Tantos  | Tantos    | Tantos     | Puntos |
| Pos. | Equipo       | jugados    | ganados    | empatados  | perdidos   | a favor | en contra | diferencia | Puntos |
| ---- | ------------ | ---------- | ---------- | ---------- | ---------- | ------- | --------- | ---------- | ------ |
| 1    | Hong Kong    | 2          | 2          | 0          | 0          | 62      | 21        | +41        | 9      |
| 2    | China Taipéi | 2          | 1          | 0          | 1          | 50      | 32        | +18        | 6      |
| 3    | Malasia      | 2          | 0          | 0          | 2          | 22      | 81        | -59        | 0      |

Nota: Se otorgan 4 puntos al equipo que gane un partido, 2 al que empate y 0 al que pierda
Puntos Bonus: 1 punto por convertir 4 tries o más en un partido y 1 al equipo que pierda por no más de 7 tantos de diferencia

## Resultados

### Primera fecha
| 12 de diciembre | Hong Kong | 43 - 9 | Malasia |  |  |

### Segunda fecha
| 15 de diciembre | Malasia | 13 - 38 | China Taipéi |  |  |

### Tercera fecha
| 18 de diciembre | Hong Kong | 19 - 12 | China Taipéi |  |  |

| Bandera de Hong Kong |
| Campeón Hong Kong    |
|                      |